# Stefan Płacheciński
Stefan Płacheciński – polski koszykarz, multimedalista mistrzostw Polski.

## Osiągnięcia

### Klubowe
- Mistrz Polski (1950, 1952)
- Brązowy medalista mistrzostw Polski (1949, 1951)